# Bondelum
Bondelum (dänisch: Bondelum, nordfriesisch: Bonlem, niederdeutsch: Bonnelum) ist eine Gemeinde im Kreis Nordfriesland in Schleswig-Holstein.

## Geografie

### Geografische Lage
Das Gemeindegebiet von Bondelum erstreckt sich etwa 18 km nordöstlich von Husum im östlichen Bereich der naturräumlichen Haupteinheit Bredstedt-Husumer Geest. Die westliche Gemeindegrenze wird durch den Oberlauf der Arlau markiert.

### Gemeindegliederung
Im Gemeindegebiet befindet sich neben dem Dorf gleichen Namens auch die Einzelhofsiedlung Erholung als weiterer Wohnplatz.

### Nachbargemeinden
Unmittelbar angrenzende Gemeindegebiete von Bondelum sind:
|            | Süderhackstedt                              | Sollerup |
| Behrendorf | Kompassrose, die auf Nachbargemeinden zeigt |          |
|            | Ahrenviölfeld                               | Treia    |

## Geschichte
Der Ortsname ist erstmals 1352 dokumentiert worden und bedeutet etwa Erhebung eines Bauern oder Erhebung des Bondi zu dän. bonde für Bauer bzw. Bondi als Rufnamen und holm für eine Erhebung. Das Suffix -holm hat sich wie bei anderen Ortsnamen zu -lum weiter entwickelt (vgl. Bordelum).
Der Ort gehört historisch zum Kirchspiel Viöl (dän. Fjolde Sogn) innerhalb der Nordergoesharde. Nach dem Deutsch-Dänischen Krieg wurde der Ort erstmals deutsch bzw. preußisch. Von 1866 bis 1934 gehörte der Ort der Kirchspielslandgemeinde Viöl an. Diese wurde am 1. April 1934 aufgelöst. Etliche ihrer Dorfschaften, Dorfgemeinden und Bauerschaften wurden zu selbständigen Gemeinden, so auch Bondelum.

## Gemeindevertretung
Die im Zuge der Kommunalwahlen in Schleswig-Holstein 2023 am 14. Mai 2023 neu gewählte Gemeindevertretung (7 Sitze) besteht wiederholt ausschließlich aus Kandidaten der örtlichen Wählergruppe Bondelum (WGB). Die Wahlbeteiligung bei dieser Wahl betrug 64,6 Prozent.

## Wirtschaft und Verkehr
Das Gemeindegebiet ist überwiegend landwirtschaftlich geprägt.
Im motorisierten Individualverkehr führt die schleswig-holsteinische Landesstraße 28 im Abschnitt zwischen Viöl und Böklund durch die ländliche Gemeinde. In Viöl kreuzt sie dabei die Bundesstraße 200 von Husum nach Flensburg. Von Böklund führt sie in östlicher Richtung weiter zur Bundesstraße 201 bei Süderbrarup.
Im ÖPNV führt auf einem kurzen Abschnitt die Bahnstrecke Jübek–Husum ohne eigenen Halt durch das südöstliche Gemeindegebiet. Der nächstgelegene Bahnhof befindet sich in Jübek an der Bahnstrecke Neumünster–Flensburg. Hier halten im Nahverkehrsverbund Schleswig-Holstein die Linien vom Regional-Express 74 (Relation Husum–Kiel) und 7 (Relation Flensburg–Hamburg).
Eine direkte Anbindung ins Gemeindegebiet besteht seit August 2019 in einem vom Kreis Nordfriesland entwickelten Rufbussystem im Rufbusgebiet Viöl.